# Hervé Mattia Gotter
Hervé Mattia Gotter (* 8. November 2004) ist ein italienischer Fußballspieler auf der Position eines Stürmers. In der Saison 2021/22 debütierte er in der Profimannschaft des NK Tabor Sežana mit Spielbetrieb in der höchsten slowenischen Fußballliga und wechselte noch im Sommer 2022 zurück zu seinem Heimatklub AŠD Sistiana Sesljan.

## Karriere
Bis 2018 spielte der am 8. November 2004 geborene Gotter im Nachwuchsbereich des italienischen Amateurklubs AŠD Sistiana Sesljan, nahe der Grenze zu Slowenien. Danach schaffte er den Sprung in die Jugendabteilung des Serie-A-Klubs Udinese Calcio, für den er zuletzt in der Saison 2020/21 in der Campionato Nazionale Under-17 – B zum Einsatz kam. Nachdem er im Sommer 2021 noch von diversen Serie-D-Vereinen umworben worden war, war danach kurzzeitig vereinslos und schloss sich im September 2021 dem slowenischen Erstligisten Tabor Sežana an. Bei diesem wurde er vorrangig für den eigenen Nachwuchs vorgesehen, fand jedoch auch im Profiteam Berücksichtigung. In der 2. Mladinska Liga Zahod brachte es der italienische Angriffsspieler 2021/22 auf 16 Meisterschaftseinsätze für die U-19-Mannschaft des Klubs, wobei er sechs Tore beisteuerte. Für das Heimspiel gegen den NK Maribor am 24. Oktober 2021 holte ihn sein Trainer Dušan Kosič erstmals für ein Pflichtspiel in den Profikader und setzte ihn ab der 69. Spielminute für Filip Kosi ein. Nachdem er im darauffolgenden Spiel nicht zum Kader gehört hatte, absolvierte er in den drei Novemberpartien seiner Mannschaft drei weitere Kurzeinsätze für Tabor Sežana in der 1. SNL; darunter auch ein Einsatz über eine Halbzeit gegen den NK Aluminij. Tabor Sežana verlor jedes dieser vier Spiele. Bis zum Ende der Saison, als er mit der Mannschaft nur knapp den Klassenerhalt geschafft hatte, saß er nur mehr in einer einzigen Partie uneingesetzt auf der Ersatzbank und verbrachte die restliche Zeit in der vereinseigenen Jugend. In der Spielzeit 2022/23 saß Gotter nur in den ersten beiden Saisonspielen ohne Einsatz auf der Ersatzban und wechselte im August 2022 zu seinem Heimatklub AŠD Sistiana Sesljan.